# Adjin Livingstone

Adjin Ebo Livingstone (Acra, Ghana; 12 de abril de 1989) es un exfutbolista ghanés que jugaba como centrocampista.